# Perinoia separata
Perinoia separata är en insektsart som beskrevs av Walker 1870. Perinoia separata ingår i släktet Perinoia och familjen spottstritar. Inga underarter finns listade i Catalogue of Life.